# Donald Keyhoe
Donald Edward Keyhoe (20 tháng 6 năm 1897 – 29 tháng 11 năm 1988) là một phi công hải quân Thủy quân lục chiến Mỹ, nhà văn của nhiều bài báo và câu chuyện hàng không trong một loạt các ấn phẩm hàng đầu, và quản lý các tour quảng bá của các nhà tiên phong hàng không, đặc biệt là của Charles Lindbergh. Trong thập niên 1950, ông trở nên nổi tiếng với tư cách là nhà nghiên cứu UFO, cho rằng chính phủ Mỹ nên tiến hành nghiên cứu thích hợp về các vấn đề UFO và nên phát hành tất cả các hồ sơ về UFO. Jerome Clark viết rằng "Keyhoe thường được coi là người dẫn đầu trong lĩnh vực" UFO học vào những năm 1950 và đầu đến giữa những năm 1960.

## Sự nghiệp
Keyhoe sinh ra và lớn lên ở Ottumwa, Iowa. Khi nhận bằng Cử nhân Khoa học từ Học viện Hải quân Hoa Kỳ năm 1919, ông được bổ nhiệm làm Thiếu úy lực lượng Thủy quân lục chiến.
Năm 1922, cánh tay của ông bị thương trong một vụ tai nạn máy bay ở đảo Guam. rong thời gian nghỉ dưỡng dài, Keyhoe bắt đầu tập tành viết lách như một sở thích riêng tư. Cuối cùng ông trở về phục vụ tại ngũ, nhưng chấn thương đã gây ra rắc rối dai dẳng cho Keyhoe, và kết quả là ông đã xuất ngũ khỏi Thủy quân lục chiến vào năm 1923. Sau đó, ông chuyển sang làm việc cho Cục Khảo sát Trắc địa Quốc gia và Bộ Thương mại Hoa Kỳ.
Năm 1927, Keyhoe quản lý một tour du lịch vượt đại dương rất nổi tiếng của Charles Lindbergh. Điều này dẫn đến cuốn sách đầu tiên của Keyhoe mang tên Flying With Lindbergh (Bay cùng Lindbergh) xuất bản năm 1928. Cuốn sách đã thành công nhanh chóng, và dẫn đến một sự nghiệp viết lách tự do, với nhiều bài báo và câu chuyện hư cấu của Keyhoe (chủ yếu liên quan đến hàng không) xuất hiện trong một loạt các ấn phẩm hàng đầu.
Keyhoe quay trở lại phục vụ tại ngũ suốt Thế chiến II trong Phòng Huấn luyện Hàng không Hải quân trước khi xuất ngũ một lần nữa ở cấp Thiếu tá.

## Sáng tác

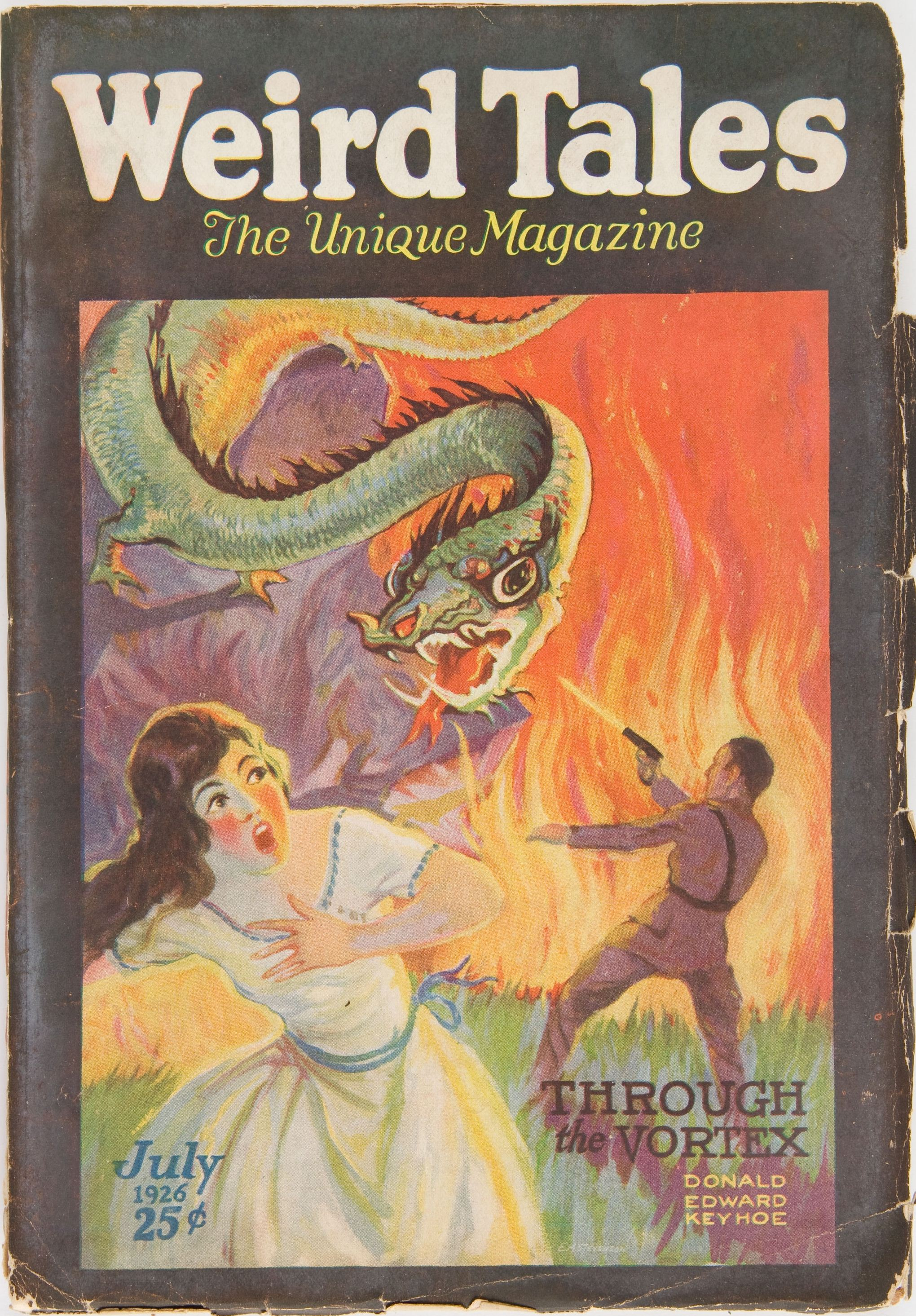
"Through the Vortex" (Đi qua cơn lốc) của Keyhoe là câu chuyện trang bìa đăng trên tờ Weird Tales số tháng 7 năm 1926.

Vào thời điểm những cuốn sách về UFO của ông xuất hiện, Keyhoe đã là một tác giả có uy tín, với rất nhiều lần xuất hiện trên các tạp chí giật gân của những năm 1920 và 1930. Bốn trong số những truyện ngắn của ông được in trong Weird Tales (Những câu chuyện kỳ lạ), một trong những truyện giật gân có tiếng nhất: "The Grim Passenger" (Vị khách ác nghiệt) năm 1925, "The Mystery Under the Sea" (Bí ẩn dưới biển) năm 1926, "Through the Vortex" (Đi qua cơn lốc) năm 1926 và "The Master of Doom" (Bậc thầy tận thế) năm 1927. Ông cũng viết tiểu thuyết chính cho cả ba số của một tạp chí yểu mệnh có tên Dr. Yen Sin: "The Mystery of the Dragon's Shadow" (Bí ẩn cái bóng rồng) (Tháng 5/6 năm 1936), "The Mystery of the Golden Skull" (Bí ẩn hộp sọ vàng) (Tháng 7/8 năm 1936) và "The Mystery of the Singing Mummies" (Bí ẩn xác ướp ca hát) (Tháng 9/10 năm 1936).
Keyhoe đã viết một số câu chuyện phiêu lưu trên không trung cho Flying Aces, và các tạp chí khác và tạo ra hai siêu anh hùng lớn hơn ngoài đời trong thể loại này. Người đầu tiên trong số này là Đại úy Philip Strange, được gọi là "Brain Devil" (Não Quỷ) và "Phantom Ace of G-2" (Bóng ma phi công G-2). Đại úy Strange là một sĩ quan tình báo Mỹ trong Thế chiến I được trời phú cho năng lực ESP và các sức mạnh tinh thần khác. Sự tồn tại của anh ta đã được làm sống mãi vượt ra ngoài những câu chuyện của Keyhoe với tư cách là một thành viên nhỏ của vũ trụ Wold Newton.
Một phi công bay "siêu cường" khác của Keyhoe là Richard Knight, một cựu chiến binh trong Thế chiến I bị mù lúc đang chiến đấu nhưng sở hữu khả năng siêu nhiên nhìn thấy được trong bóng tối. Knight góp mặt trong một số câu chuyện phiêu lưu lấy bối cảnh những năm 1930 (khi những câu chuyện này được sáng tác).
Các sê-ri khác mà ông viết bao gồm loạt truyện "Eric Trent" trong Flying Aces và "Vanished Legion" trong Dare-Devil Aces, và hai loạt truyện dài kỳ: "The Devil Dog Squadron" trong Sky Birds và "The Jailbird Flight" trong Battle Aces. Nhiều câu chuyện của Keyhoe viết cho tạp chí giật gân đều thuộc thể loại khoa học viễn tưởng hoặc Weird Fantasy, hoặc chứa một thước đo đáng kể về các yếu tố này — một thực tế không bị mất đối với các nhà phê bình sau này về các cuốn sách UFO của ông.
Ông cũng là một người làm việc tự do cho tờ Saturday Evening Post, The Nation và Reader's Digest.

## Flying Saucers Are Real
Sau báo cáo về các vật thể bay kỳ lạ, di chuyển nhanh của Kenneth Arnold vào mùa hè năm 1947, sự quan tâm đến những "vật thể dạng đĩa" và "đĩa bay" đã lan rộng, và Keyhoe đã theo dõi chủ đề này với một số sự quan tâm, mặc dù ban đầu ông tỏ ra nghi ngờ về bất kỳ câu trả lời phi thường nào cho câu hỏi UFO. Trong một thời gian, True (một tạp chí đàn ông nổi tiếng của Mỹ) đã dò hỏi các quan chức về nghi vấn đĩa bay, với ít ỏi thông tin nhằm thể hiện cho những nỗ lực của họ. Vào khoảng tháng 5 năm 1949, sau khi Không quân Mỹ công bố thông tin mâu thuẫn về những chiếc đĩa này, biên tập viên Ken Purdy liền quay sang nhờ vả Keyhoe, từng viết bài cho tạp chí, nhưng cũng quan trọng là do ông có nhiều bạn bè và mối quan hệ trong quân đội và Lầu Năm Góc.
Sau một số điều tra, Keyhoe đã bị thuyết phục rằng những chiếc đĩa bay là có thật. Vì kiểu dáng, cơ động bay, tốc độ và công nghệ ánh sáng của chúng dường như vượt xa bất kỳ sự phát triển nào của quốc gia, Keyhoe đã bị thuyết phục rằng chúng phải là sản phẩm của trí thông minh phi thường, và chính phủ Mỹ đang cố gắng giữ kín toàn bộ sự thật về chủ đề này. Kết luận này đặc biệt dựa trên phản hồi mà Keyhoe tìm thấy khi ông hỏi các quan chức khác nhau về đĩa bay. Ông được cho biết không có gì với chủ đề này, nhưng đồng thời bị từ chối tiếp cận nguồn tài liệu liên quan đến đĩa bay.
Bài viết "Flying Saucers Are Real" (Những chiếc đĩa bay là có thật) của Keyhoe đã xuất hiện trên tạp chí True số tháng 1 năm 1950 (xuất bản ngày 26 tháng 12 năm 1949) và gây ra một sự náo động. Mặc dù những giả thuyết như vậy luôn khó kiểm chứng, Đại úy Edward J. Ruppelt, người đứng đầu Dự án Blue Book đầu tiên, cho biết "Có tin đồn giữa các nhà xuất bản tạp chí rằng bài viết của Don Keyhoe trong True là một trong những bài viết đăng trên tạp chí được đọc và thảo luận rộng rãi nhất trong lịch sử."
Tận dụng sự quan tâm này, Keyhoe đã mở rộng bài viết thành một cuốn sách, The Flying Saucers Are Real (Đĩa bay là có thật) (1950); nó đã bán được hơn nửa triệu bản bìa mềm. Ông lập luận rằng Không quân biết đĩa bay có nguồn gốc ngoài Trái Đất, nhưng đã hạ thấp các báo cáo để tránh sự hoảng loạn của công chúng. Theo quan điểm của Keyhoe, người ngoài hành tinh — bất kể nguồn gốc hay ý định của họ — dường như không thù địch, và có khả năng đã giám sát trái đất trong hai trăm năm trở lên, mặc dù Keyhoe đã viết rằng "sự quan sát của họ đột nhiên tăng lên vào năm 1947, sau loạt vụ nổ bom A năm 1945." Tiến sĩ Michael D. Swords đã mô tả cuốn sách là "một tài liệu khá giật gân nhưng chính xác về vấn đề này." (Swords, tr. 100) Boucher và McComas đã ca ngợi tác phẩm này đưa ra "lập luận vững chắc, tài tình và có sức thuyết phục."
Keyhoe đã viết thêm một vài cuốn sách về UFO. Flying Saucers from Outer Space (Đĩa bay từ ngoài vũ trụ) (Holt, 1953) có lẽ là ấn tượng nhất, chủ yếu dựa trên các cuộc phỏng vấn và báo cáo chính thức được Không quân hiệu đính. Cuốn sách bao gồm một lời giới thiệu của Albert M. Chop, thư ký báo chí của Không quân ở Lầu Năm Góc, người đã mô tả Keyhoe là một "phóng viên đúng đắn, có trách nhiệm" và tiếp tục bày tỏ sự tán thành thận trọng đối với các lập luận của Keyhoe nhằm ủng hộ giả thuyết ngoài Trái Đất. Những lời chứng thực như vậy chỉ củng cố niềm tin được một số nhà thừa nhận, rằng các thông điệp hỗn hợp của Không quân về UFO là do che đậy.
Carl Jung cho rằng hai cuốn sách đầu tiên của Keyhoe "dựa trên tài liệu chính thức và cẩn thận tránh những suy đoán lung tung, ngây thơ hoặc định kiến về các ấn phẩm [UFO] khác."
Những người khác không đồng ý với đánh giá của Keyhoe. Trong cuốn sách năm 1956 của mình, Edward J. Ruppelt đã viết, "Không quân không cố che đậy", và tuyên bố rằng "Vấn đề đã được giải quyết với sự nhầm lẫn có định hướng". Cuốn sách của Ruppelt chỉ ra rằng Ruppelt vẫn giữ một số quan điểm mờ nhạt về Keyhoe và các tác phẩm ban đầu của ông; Ruppelt lưu ý rằng mặc dù Keyhoe thường có sự thật thẳng thắn, nhưng cách giải thích của ông về các sự kiện hoàn toàn là một câu hỏi khác. Ông ấy nghĩ Keyhoe thường kịch tính hóa tài liệu và cáo buộc Keyhoe "đọc lén" những gì ông và các sĩ quan khác đang nghĩ. Tuy nhiên, Keyhoe đã trích dẫn các cuộc trò chuyện với Ruppelt trong các cuốn sách sau này, cho thấy Ruppelt đôi lúc có thể khuyên bảo Keyhoe.

## Thời kỳ NICAP
Năm 1956, Keyhoe đồng sáng lập Ủy ban Điều tra Quốc gia về Hiện tượng Không gian (NICAP). Ông là một trong một số nhân vật chuyên nghiệp, quân sự hoặc khoa học nổi tiếng trong hội đồng quản trị, người cho nhóm mượn một mức độ hợp pháp mà nhiều "câu lạc bộ đĩa bay" đương thời còn thiếu. NICAP đã xuất bản một bản tin mang tên The UFO Investigator (Điều tra viên UFO) được gửi đến các thành viên của nó. Mặc dù bản tin được dự định xuất bản hàng tháng đều đặn, do vấn đề tài chính, nó thường được gửi trên cơ sở thất thường hơn. Ví dụ, vào năm 1958, bốn số đã được xuất bản, nhưng chỉ có hai số được xuất bản vào năm 1959.
Người sáng lập của NICAP Thomas Townsend Brown đã bị cách chức giám đốc vào đầu năm 1957 sau khi phải đối mặt với những cáo buộc liên quan đến tài chính. Keyhoe thay thế ông ấy; bản thân ông chỉ giỏi hơn một chút trong việc quản lý tài chính của NICAP và tổ chức này thường phải đối mặt với sự thiếu hụt và khủng hoảng tài chính trong suốt mười hai năm làm giám đốc của Keyhoe. Mặc dù vậy, nó vẫn sẽ là nhóm nghiên cứu UFO dân sự lớn nhất và có ảnh hưởng nhất ở Hoa Kỳ từ cuối những năm 1950 đến cuối những năm 1960.
Nhờ sự dẫn dắt của Keyhoe, NICAP đã nhấn mạnh vào các phiên điều trần của Quốc hội và điều tra về UFO. Họ đã thu hút được một số sự chú ý từ giới truyền thông đại chúng và công chúng nói chung (số thành viên của NICAP đạt đỉnh cao khoảng 15.000 người trong những năm đầu và giữa thập niên 1960) nhưng chỉ có sự quan tâm rất hạn chế từ phía quan chức chính phủ.
Tuy nhiên, ngày càng có nhiều chỉ trích về Dự án Blue Book của Không quân. Sau một làn sóng báo cáo về UFO được công bố rộng rãi vào năm 1966, NICAP là một trong những tổ chức kêu gọi một cuộc điều tra khoa học độc lập về UFO. Ủy ban Condon được thành lập tại Đại học Colorado với mục tiêu này, mặc dù nó nhanh chóng trở nên sa lầy trong đấu đá và sau đó, trong cuộc tranh cãi. Keyhoe đã công khai cái gọi là "Bị vong lục Xảo trá", một bản ghi nhớ đáng xấu hổ được viết bởi điều phối viên của Ủy ban Condon, dường như cho thấy rằng Ủy ban trung lập và khách quan bề ngoài đã quyết định theo đuổi một hoạt động hạ bệ uy tín trước khi bắt đầu nghiên cứu UFO.

## Xuất hiện trên truyền hình
Ngày 22 tháng 1 năm 1958, Keyhoe xuất hiện trên một chương trình truyền hình trực tiếp Armstrong Circle Theatre của CBS để nói về chủ đề UFO. Keyhoe buộc tội rằng một ủy ban của Quốc hội Mỹ đang thẩm định bằng chứng rằng "sẽ hoàn toàn chứng minh UFO là những cỗ máy được trí thông minh điều khiển". Tuy nhiên, CBS đã dừng phần âm thanh của chương trình phát sóng trực tiếp. Herbert A. Carlborg, Giám đốc Biên tập của CBS tuyên bố "chương trình này đã bị xóa cẩn thận vì lý do an ninh".
Ngày 8 tháng 3 năm 1958, Keyhoe xuất hiện trong chương trình The Mike Wallace Interview trên kênh ABC và nói về đĩa bay, người tiếp xúc và các chi tiết về kiểm duyệt của Armstrong Circle Theatre, mà ông đổ lỗi cho Không quân thay vì CBS.

## Cuối đời
Số lượng thành viên của NICAP đã giảm mạnh vào cuối những năm 1960 và Keyhoe bị các nhà phê bình trong NICAP đổ lỗi vì sự suy giảm của tổ chức. Một số thành viên NICAP tố cáo ông không đủ năng lực để xử lý vấn đề tài chính và nhân sự của NICAP và quá độc đoán trong phong cách lãnh đạo của mình. Đến tháng 7 năm 1969, NICAP đã phải đối mặt với phá sản và Keyhoe buộc phải sa thải năm trong số chín nhân viên của NICAP. Ngoài ra, The UFO Investigator, bản tin của tổ chức, được Keyhoe biên tập và xuất bản, dần dần chuyển từ việc được giao hàng tháng đáng tin cậy vào giữa những năm sáu mươi sang lịch giao hàng ngày càng thất thường và không đáng tin cậy, khiến nhiều người đặt mua dài hạn NICAP tức giận. Năm 1969, Keyhoe chuyển sự tập trung của mình ra khỏi quân đội và tập trung vào CIA như là nguồn gốc của sự che đậy UFO. Tuy nhiên, Ban Quản trị của NICAP, do Đại tá Joseph Bryan III đứng đầu, đã điều tra tình hình tài chính của NICAP và thấy rằng thuế An sinh Xã hội lại đi khấu trừ từ tiền lương của nhân viên, nhưng không báo cáo cho chính phủ biết và một số thành viên của NICAP không trả tiền thuế hàng năm trong nhiều năm liền, nhưng vẫn nhận được các bản sao của tờ The UFO Investigator và được hưởng đầy đủ quyền lợi thành viên NICAP. Vào tháng 12 năm 1969, trong cái gọi là "cuộc họp giông bão", hội đồng quản trị đã buộc Keyhoe phải nghỉ hưu với tư cách là giám đốc của NICAP. Đại tá Bryan trở thành giám đốc mới của NICAP. Dưới sự lãnh đạo của Bryan, NICAP đã giải tán các nhóm liên kết địa phương và tiểu bang, và hoàn toàn giải thể vào năm 1973.
Năm 1973, Keyhoe đã viết cuốn sách cuối cùng của mình về UFO nhan đề Aliens from Space. Nó đã thúc đẩy "Chiến dịch Lure", một kế hoạch lôi kéo người ngoài hành tinh đến Trái đất và mô tả các vấn đề mà Keyhoe đã nhận được thông tin từ các đặc vụ chính phủ.
Ngoài cuốn sách này, Keyhoe có rất ít liên hệ với UFO học từ khi về hưu. Tuy nhiên, ông đã phát biểu tại một số hội nghị về UFO sau khi bị đuổi khỏi NICAP. Năm 1981, ông gia nhập hội đồng quản trị của MUFON, nhưng về cơ bản, tư cách thành viên của ông chỉ đúng về mặt danh nghĩa vì sức khỏe giảm sút và ông không liên quan gì đến tổ chức này. Donald Keyhoe mất năm 1988 ở tuổi 91, và được chôn cất tại Nghĩa trang Green Hill ở Luray, Virginia.
Một số sách của Keyhoe hiện thuộc phạm vi công cộng và có sẵn bản trực tuyến.

## Sách
- Flying with Lindbergh, 2003 (tái bản), Kessinger Publishing, ISBN 0-7661-4294-9
- The Flying Saucers Are Real (1950), 2006 (tái bản), Cosimo Classics, ISBN 1-59605-877-3
- Flying Saucers from Outer Space (1953), Henry Holt and Company, NY
- The Flying Saucer Conspiracy, 1955, Henry Holt and Company, NY
- Flying Saucers: Top Secret, 1960, G.P. Putnam & Sons, ASIN B000EB427C
- Aliens from Space: The Real Story of Unidentified Flying Objects, 1973, Signet Press, ASIN B000HYOMMG
- The Vanished Legion, 2011 (tái bản), Age of Aces, ISBN 0-9820950-6-6
- Captain Philip Strange: Strange War, 2011 (tái bản), Age of Aces, ISBN 0-9820950-8-2
- The Complete Adventures of Richard Knight Volume 1, 2011 (tái bản), Altus Press, ISBN 1-6182700-7-9
- The Complete Adventures of Richard Knight Volume 2, 2017 (tái bản), Altus Press,
- Captain Philip Strange: Strange Enemies, 2012 (tái bản), Age of Aces, ISBN 0-9820950-9-0
- Captain Philip Strange: Strange Operators, 2014 (tái bản), Age of Aces, ISBN 978-1-937590-02-4
- The Complete Adventures of Eric Trent, Volume 1, 2016 (tái bản), ALtus Press, ISBN 9781618272829
- Captain Philip Strange: Strange Spectres, 2016 (tái bản), Age of Aces, ISBN 978-1-937590-08-6
- The Jailbird Flight: Dead Man's Drome, 2015 (tái bản), Age of Aces, ISBN 978-1-937590-04-8